# بيل أتكينسون (لاعب كرة قدم أسترالية)
بيل أتكينسون (بالإنجليزية: Bill Atkinson)‏ هو لاعب كرة قدم أسترالية أسترالي، ولد في 12 أكتوبر 1876 في ساوث ملبورن في أستراليا، وتوفي في 26 سبتمبر 1966 في South Yarra ‏ في أستراليا.

## وصلات خارجية
- بيل أتكينسون على موقع AustralianFootball.com (الإنجليزية)
- بيل أتكينسون على موقع AFLtables.com (الإنجليزية)